# Hans Schikora
Johannes Paul (genannt Hans) Schikora (* 12. Juni 1912 in Orzegow, Landkreis Beuthen; † 22. März 2005 in Oberwesel) war ein deutscher Politiker (SRP, DRP).

## Leben
Schikora besuchte von 1918 bis 1926 die Volksschule und machte von 1926 bis 1929 eine Lehre als Bäcker und Konditor. 1932 wurde er Berufssoldat und leistete im Zweiten Weltkrieg Kriegsdienst, zuletzt im Rang eines Stabsfeldwebels.
Schikora war von 1947 bis 1950 selbstständiger Bäcker und Cafébesitzer. 1952 wurde er Finanzangestellter in St. Goar und war von 1952 bis 1953 Angestellter beim Amtsgericht Ingelheim. Danach war er arbeitslos, bis er 1963 Handelsvertreter in der pharmazeutischen Industrie wurde.

## Politik
1950 trat Schikora der Sozialistischen Reichspartei bei und blieb bis zum Parteiverbot 1952 Mitglied dieser offen nationalsozialistischen Partei. 1951 wurde er SRP-Kreisvorsitzender St. Goar und 1952 SRP-Bezirksvorsitzender Rheinland.
Nach dem Verbot wurde er Mitglied der Deutschen Gemeinschaft, dann der WAV. 1956 wurde er Mitglied der DRP Rheinland-Pfalz. Von 1956 bis 1958 war er stellvertretender Landesvorsitzender und von 1958 bis zum Verbot des Landesverbandes 1960 Landesvorsitzender der DRP.
Bei der Landtagswahl in Rheinland-Pfalz 1959 erreichte die DRP 5,1 % der Stimmen und überschritt die Fünf-Prozent-Hürde damit knapp. Aufgrund des regionalen Wahlschlüsselverfahrens zog sie aber nur mit einem Abgeordneten (Hans Schikora) in den Landtag Rheinland-Pfalz ein.

### Der Eklat im Landtag
Am 12. Januar 1960 kam es im Landtag zu einem Eklat, als Ministerpräsident Peter Altmeier im Rahmen einer Regierungserklärung Schikora scharf angriff. Er zitierte Aussagen von Schikora, die er unter anderem auf einer Funktionärstagung der DRP in Rockenhausen getroffen haben sollte: „Demokratie ist ein Angriff auf jede menschliche sittliche Empfindung.“, „Demokratie ist das Sammelbecken aller kitschigen Ideen unseres Jahrhunderts.“, „Demokratie ist der Inbegriff aller ideologischen Heuchelei.“ und „Demokratie ist die Futterkrippe des Pöbels.“
Die Regierungserklärung wurde von den 99 demokratischen Abgeordneten des Landtags, also auch von der demokratischen Opposition, gebilligt. Für die CDU sprach der junge Abgeordnete Helmut Kohl, der für seine Forderung „die anständige Gesinnung unserer Mitbürger zu mobilisieren“ im Plenum breiten Applaus erhielt.
Auf Antrag Schikoras erließ das Landgericht Koblenz vier Tage später eine einstweilige Verfügung, der zufolge Altmaier diese Aussagen zu unterlassen habe. Die Fraktionen von CDU, SPD und FDP kritisierten das Urteil heftig. Bereits eine Woche später erging das Urteil in der Hauptsache, nachdem die Zitate sich als zutreffend erwiesen hatten, für Altmeier aus.
Am 28. Januar 1960 erklärte Innenminister August Wolters (CDU) den Landesverband der DRP als verbotene Nachfolgeorganisation der vom Bundesverfassungsgericht verbotenen SRP. Schikora blieb bis zum Ende der Wahlperiode fraktionsloser Abgeordneter.
Die DRP-„Reichsleitung“ reagierte auf das Verbot mit der Absetzung von Schikora als Landesvorsitzendem und der Ernennung seines Stellvertreters Kurt Blinn zum Landesvorsitzenden.

### Weiteres Wirken
1962 gehörte Schikora zum Gründungsvorstand der Deutschen Freiheitspartei, einer national-neutralistischen Abspaltung der DRP. Nach deren Aufgehen in der AUD im Jahre 1965 trat er politisch nicht mehr in Erscheinung.